# 노인학
노인학(老人學, 영어: gerontology 제론톨로지[*], 문화어: 로인학) 또는 노년학(老年學)은 노화에 대한 사회학적, 심리학적, 인지학적, 생물학전 관점에 대한 연구이다.
사람은 오래전부터 건강한 삶과 수명연장을 위해 노력해왔고 학문적으로도 연구하고 기록해왔다. 자연과학에 기초한 노년생리학, 노년의학을 비롯한 생명공학의 발달이 사회과학, 정신과학과 연계되면서 점차 범위가 넓어져 종합학문으로써 발전하였다. 사회과학에서의 노년학은 1930년대 미국에서 이론, 경험, 실천의 세 가지 축으로 발전하였다. 이 가운데 사회복지학은 노인문제 분야에서 정책과 실천의 학문으로 발전해 노인학을 이루는 중요한 영역이 되었다. 세계적으로 고령화사회가 되는 국가들이 늘고 그에 따른 문제도 늘어나기에 노인학이 가지는 의미는 점차 커지고 있다.

## 노인심리
아직 청소년기에는 발달면에서 또는 제도적인 면에서 온전하다고 여겨지는 성인에 비교되는 상대적으로 부족한 미성년자의 상황에 대한 스트레스가 부각되는 반면 만년의 노년기의 심리 및 정서는 전성기라고 여기는 사회적 활동이 왕성했던 성인 시절에 비해서 상실감이 상대적으로 부각된다. 그러나 이러한 청소년기의 부족한 자신의 모습으로부터의 평가나 노년기의 상실감으로부터의 자신에 대한 평가(self-assessment)는 균형적이고 다각적으로 지지받을 수 있는 자신의 역량과 자산에 대한 광범위한 평가를 전제로 해야할 필요성이 제기된다는 점에서 무엇보다 안정된 정서가 우선시되어야하나 현실적으로 오히려 그러한 자산에서 보다 취약할수밖에 없기에 온전한 자기평가가 어렵다는 딜데마를 겪기 쉽다. 하지만 청소년기와 전성기 그리고 이어서 노년기(또는 성찰의 시간을 가질수있는 계기)를 겪은 후 죽음을 바라볼 수 있는 삶은 비로서 삶이 주어지는 것이며 소유될 수 없다는 사실을 분명히 인식하는 주요한 단서가 되어주기에 오직 이러한 전제에서 삶에 감사할 수 있는 자기평가를 겸허히 받아들일 수 있다는 점을 간과해서는 안 된다.

## 같이 보기
- 생체공학
- 수명 연장
- 노인
- 최장수인